# مارومبی
مارومبی (به لاتین: Maromby) یک منطقهٔ مسکونی در ماداگاسکار است که در بخش آمبوآساری سود واقع شده‌است. مارومبی ۱۲٬۰۰۰ نفر جمعیت دارد و ۳۳۸ متر بالاتر از سطح دریا واقع شده‌است.